# Mortran
Mortran (More Fortran) é uma linguagem de programação, extensão de Fortran, normalmente macro-processada, que inclui características estruturadas na linguagem. 
Tendo em vista a corrente sofisticação de Fortran e de outras linguagens científicas, Mortran é apenas uma curiosidade.

## Exemplos
Como uma linguagem de macro, Mortran permite usar uma notação estruturada para realizar intruções levemente complicadas nas versões tradicionais de Fortran, como em:
```
DO I=1,10 (DO J=1,20 (DO K=1.5 (A(I,J,K)=I*J*K;)))
```

Que significa, em Fortran
```
 DO 10 I=1,10
 DO 20 J=1,20
 DO 30 K=1.5
 A(I,J,K)=I*J*K
30 CONTINUE
20 CONTINUE
10 CONTINUE
```